# Редентал
Редентал (њем. Rödental) град је у њемачкој савезној држави Баварска. Једно је од 17 општинских средишта округа Кобург. Према процјени из 2010. у граду је живјело 13.450 становника. Посједује регионалну шифру (AGS) 9473159.

## Географски и демографски подаци
Редентал се налази у савезној држави Баварска у округу Кобург. Град се налази на надморској висини од 350 метара. Површина општине износи 50,0 km². У самом граду је, према процјени из 2010. године, живјело 13.450 становника. Просјечна густина становништва износи 269 становника/km².

## Међународна сарадња
| Мјесто | Држава | Врста сарадње | Од    |
| ------ | ------ | ------------- | ----- |
|        | САД    | партнерство   | 1983. |
| Извор  |        |               |       |